# عدنان الحمادي
عدنان الحمادي قائد ومناضل عسكري يمني ولد عام 1968م. في قرية - يافُـق- احد قرى عزلة بني حماد التابعة لـ مديرية المواسط بمحافظة تعز، تولى قيادة اللواء 35 مدرع وشارك في الحرب الأهلية في اليمن إلى جانب الحكومة المعترف بها دولياً، وكان عضو المجلس العسكري في محافظة تعز.

## التعليم
- التعليم الابتدائي - مدرسة الشهيد الزبيري - قرية بني سنان (1976-1981).[4]
- التعليم الإعدادي - مدرسة القدس - عزلة قدس (1982 - 1984).[4]
- بكالوريوس علوم عسكرية - الكلية الحربية صنعاء (1984 - 1987).[5]
- قفز مظلات - مدرسة المظلات 1986.[4]
- شهادة التخصص بسلاح المدرعات 1987.[4]
- دورة قادة كتائب الدروع - معهد الشهيد الثلايا لتأهيل القيادة 1993
- ماجستير في العلوم العسكرية - لأكاديمية العسكرية العليا كلية القيادة والأركان صنعاء 2007.[6]

## مناصب شغلها
- قائد سرية مشاة - اللواء الثاني مدرع 1987.[4]
- قائد سرية دبابات - معسكر الحمزة (1990 - 1999).[4]
- رئيس عمليات كتيبة الدبابات - اللواء 35 مدرع (1999 - 2005).[4]
- نائب رئيس مركز التدريب - اللواء 35 مدرع - (2007 - 2009)[2][4]
- مدير المركز التدريبي - معسكر حمزة - إب (2009 - 2011)[4][2]
- مدير مكتب قائد اللواء 35 مدرع - (2011 - 2012)[2]
- قائد كتيبة الدبابات - اللواء 35 مدرع - (2012 - 2015)[4][2]
- قائد معسكر الشهيد لبوزة - اللواء 35 مدرع - (2012 - 2015)[2][4]
- قائد اللواء 35 مدرع (2015 - 2019)[1]

## مقتله
توفي عدنان الحمادي في 2 ديسمبر 2019 متأثرا بجراح أصيب بها جراء إطلاق نار استهدفه في منزله، اتهم شقيقه جلال بإطلاق النار عليه ، وفق بعض الروايات، وأثار مقتل الحمادي الجدل واتهمت بعض الأطراف جهات مختلفة بقتل الحمادي وعلى إثر الجدل شكلت للجنة تحقيق رسمية لكشف ملابسات مقتل قائد اللواء 35 مدرع.

## لجنة تحقيق
في 6 ديسمبر 2019 شكل الرئيس اليمني عبدربه منصور هادي لجنة للتحقيق في مقتل قائد اللواء 35 عدنان الحمادي، اللجنة برئاسة النائب العام علي الأعوش وعضوية أحمد محسن اليافعي رئيس هيئة الاستخبارات العسكرية، وعدنان رزيق رئيس عمليات محور تعز، ومطهر الشعيبي.

## الدفن
دفن يوم الجمعة 20 مارس 2020 في عزلة بني حماد بمحافظة تعز وشارك في جنازته الآلاف من المواطنين وبنفس اليوم أصدر الرئيس هادي قرارا جمهوريا يمنح عدنان الحمادي وسام الشجاعة وترقيته إلى رتبة لواء

## أنظر ايضاً
- معركة تعز (2015-الآن)
- الحرب الأهلية اليمنية (2014–الآن)